# Otto Wallin
Einar Otto Wallin (Sundsvall, 21 novembre 1990) è un pugile svedese, da professionista combatte nella divisione dei Pesi massimi.
Otto Wallin è un pugile svedese, ha vinto il titolo europeo EBU dei pesi massimi il 21 aprile 2018, contro il connazionale Adrian Granat. Nel 2023 ha vinto il titolo Inter-Continentale dei pesi massimi contro Murat Gassiev. In seguito, nel settembre e ottobre 2023 è considerato il 5° miglior peso massimo attivo.

## Carriera
Wallin esordisce il 15 giugno 2013, ad Aarhus in Danimarca, vincendo per KO al primo round. In seguito Wallin ottiene una striscia di 19 vittorie consecutive e vince il titolo Europeo e di Svezia dei pesi massimi battendo Adrian Granat per decisione unanime a Sundsvall, Svezia.
Il 14 settembre 2019 viene battuto per la prima volta quando affronta Tyson Fury a Las Vegas. Fury vince ai punti in 12 round molto complicati. L'inglese subisce anche un brutto taglio sopra l'occhio che richiese 47 punti di sutura.
Dopo aver vinto cinque incontri di cui uno per KO, Wallin batte l'armeno Murat Gassiev per decisione, il 30 settembre 2023 ad Antalya, vincendo il titolo WBA Intercontinetale dei pesi massimi, entrando nella top 10 del ranking.